# Uda (Selenga)
 For alternative betydninger, se Uda. (Se også artikler, som begynder med Uda)
Uda (russisk: Уда, tr. Uda) er en flod i Republikken Burjatia i Den Russiske Føderation. Uda er en højre biflod til Selenge og er 467 km lang, med et afvandingsareal på 34.800 km². Middelvandføringen er 70 m³/sek.
Uda løber sammen med Selenge ved Burjatiens hovedstad Ulan-Ude.